# Janine van Wyk
Janine van Wyk (Alberton, Guateng; 17 de abril de 1987) es una futbolista sudafricana. Juega como defensora en el JVW FC, club creado y presidido por ella misma y que disputa la SAFA Women's League, máxima categoría del fútbol femenino en Sudáfrica. Capitana de la selección de Sudáfrica, sus 180 partidos internacionales le dan el récord de más partidos disputados en una selección sudafricana de fútbol (masculina o femenina), y en una selección femenina de toda la Confederación Africana de Fútbol.

## Biografía
Van Wyk nació en Alberton, Guateng como hija de Dannie van Wyk. Creció en Germiston y comenzó a jugar al fútbol a la edad de 6 años. Asistió a la Hoërskool Alberton, una escuela secundaria afrikáner. Su primer equipo femenino fue el Springs Home Sweepers con sede en KwaThema.

## Trayectoria
Tras su primera experiencia en el fútbol femenino del Home Sweepers, van Wyk se unió a los Moroka Swallows y más tarde a los Palace Super Falcons de Thembisa, con quien ganó tres títulos de liga consecutivos. La defensora calificó su estadía en los Super Falcons como «memorable» y dijo que en los tres campeonatos ganados fueron «intocables». Luego fundó su propio club, el JVW FC, donde se desempeñó como jugadora y entrenadora. Los fanáticos la han apodado «Booth».
El 21 de diciembre de 2016 hizo el salto a la National Women's Soccer League (NWSL) estadounidense tras firmar con el Houston Dash. Jugó 17 partidos en la NWSL 2017 y 20 encuentros en la NWSL 2018, tras lo cual, en octubre de 2018, el club la dejó ir.
En agosto del 2019 aterrizó en Dinamarca para unirse al Fortuna Hjorring de la Elitedivisionen. Después de una lesión en la rodilla durante un entrenamiento y su regreso a Sudáfrica, el 14 de enero de 2020, van Wyk anunció que había acordado con el club en rescindir su contrato para que pudiera concentrarse en su rehabilitación.
Van Wyk regresó a Europa en julio de 2020 cuando fichó por el Glasgow City de la Scottish Women's Premier League (SWPL). Tras hacer una aparición en un partido de la Liga de Campeones contra el VfL Wolfsburgo, su debut en la SWPL se retrasó varios meses debido a una lesión en la rodilla y la suspensión de la liga durante la pandemia de COVID-19.

## Selección nacional
Van Wyk debutó con la selección absoluta de Sudáfrica en 2005 contra Nigeria en el marco del Campeonato Africano Femenino. En la edición 2012 de este certamen, la sudafricana anotó un impresionante tiro libre cuando las Banyana derrotaron por primera vez al combinado de Nigeria desde que se formó la selección femenina en 1993. Van Wyk anotó el único gol de ese partido, eliminando a las nigerianas del torneo. Fue miembro del equipo sudafricano que participó en los Juegos Olímpicos de Londres 2012. Declaró estar orgullosa de representar a su país en unos Juegos Olímpicos, a pesar de que el equipo fue eliminado en la primera ronda.
En agosto de 2014, entró al Club de los 100 de la FIFA al disputar su centenar de partidos internacionales con una victoria sobre Namibia por 2-0. En ese momento, era la segunda jugadora sudafricana con más duelos internacionales, ya que su compañera de equipo Portia Modise ganó su partido número 110 en el mismo encuentro.

## Estadísticas

### Clubes
| Club                 | País           | Año         |
| -------------------- | -------------- | ----------- |
| Moroka Swallows      | Sudáfrica      | ¿?          |
| Palace Super Falcons | Sudáfrica      | ¿?          |
| JVW FC               | Sudáfrica      | 2013 - 2016 |
| Houston Dash         | Estados Unidos | 2017 - 2018 |
| JVW FC               | Sudáfrica      | 2019        |
| Fortuna Hjørring     | Dinamarca      | 2019 - 2020 |
| Glasgow City         | Escocia        | 2020 - 2021 |

## Vida personal
Van Wyk se declaró lesbiana a sus 15 años.